# 折木川
折木川（おりきがわ）は、福島県双葉郡広野町を流れる河川であり、二級水系折木川水系の本流である。

## 地理
広野町南部の折木地区西部を水源とする南沢川と北沢川が合流し折木川として端を発する。折木地区を流域としながら横断し太平洋に至る。

## 支流
下流より記載
- 広野川
- 北沢川、南沢川

### 流域の自治体
福島県
- 双葉郡
  - 広野町

## 災害
- 2011年3月11日 - 東北地方太平洋沖地震に伴う津波により河口部周辺に壊滅的な被害をもたらした。

## 主な橋梁
下流より記載
- 高萩橋（一級町道148号高萩田中線）
- 折木川橋梁（JR常磐線）
- 関の上橋（二級町道1号大平夕筋線）
- 新折木橋（国道6号）
- 第一大平橋（広野町道6号大平舘1号線）
- 第二大平橋（広野町道7号大平舘2号線）
- 高倉橋（一級町道9号高倉亀ヶ崎線）
- 折木川橋（常磐自動車道）
- 高倉橋第二（農道）
- 第二山ノ神橋（福島県道246号折木筒木原久之浜線）
- 第一山ノ神橋（福島県道246号折木筒木原久之浜線）
- 山ノ神橋（北沢川　二級町道50号中央大山ノ神線）
- 南沢橋（南沢川　広野町道150号南沢4号線）
- 南沢橋（南沢川　福島県道35号いわき浪江線）